# Markgrofovska opera u Bayreuthu
Markgrofovska opera u Bayreuthu, Bavarska (Njemačka), je jedini primjer potpuno sačuvanog tipa barokne operne kuće u kojoj je oko 500 posjetitelja izvorno moglo uživati u baroknoj dvorskoj opernoj kulturi i akustici. Ovo remek-djelo barokne kazališne arhitekture, sagrađeno između 1745. i 1750. godine u svom auditoriju još uvijek posjeduje izvorne ukrase i materijale, odnosno drvo i platno, te izvorni, 25 metara dugi, drveni krov. Raskošno uređena konstrukcija drvenog kata kazališne lože s iluzionistički oslikanim platnima predstavlja efemernu svečanu arhitektonsku tradiciju koja je korištena za natjecanja i kneževske samopromotorske proslave.
Naručila ju je markgrofica Wilhelmina, supruga markgrofa od Brandenburg-Beyreutha, Fredericka, kako bi udomila operne izvedbe kojima je ceremonijalno predsjedavao ovaj plemićki par. Zvonoliku dvoranu s dvoetažnim ložama od drveta, obložene dekorativno oslikanim platnima, dizajnirao je poznati kazališni arhitekt Giuseppe Galli Bibiena i njegov sin, Carlo od Bologne. Pročelje od pješčenjaka dizajniro je dvorski arhitekt Joseph Saint Pierre i ono predstavlja žarišnu točku javnog gradskog prostora koji je bio posebno planiran za samu opernu kuću.
Velika dubina pozornice od 27 metara privukla je Richarda Wagnera, koji je kasnije dao izgraditi novo kazalište, Bayreuth Festspielhaus, nešto sjevernije od ove građevine.
Kao dvorska operna kuća u javnom prostoru, ona je nagovijestila velika javna kazališta koja će se pojaviti u 19. stoljeću. Zbog toga je Markgrofovska opera u Bayreuthu upisana na UNESCOv popis mjesta svjetske baštine u Europi 2012. godine.
Svakog rujna, od 2000. do 2009. godine, kazalište je bilo domaćin Bayreuthskog baroknog festivala, gdje su prikazivani rani operni rariteti. Tako je na festivalu 2009. godine prikazana festa teatrale L'Huomo Andree Bernasconija, po libretu same markgrofica Wilhelmine. No, nakon istraživanja i konzultacija odlučeno je da zbog utjecaja posjetitelja učestalost događanja u opernoj kući i broj posjetitelja, koji su ograničeni na ljetno razdoblje, regulira Odsjek za palače bavarske vlade. Također, u kolovozu 2012. otpočela je dugogodišnja i opsežna obnova građevine, tijekom koje će opera biti zatvorena za posjetitelje.